# Беатенберг
Беатенберг (нем. Beatenberg) — коммуна в Швейцарии, в кантоне Берн.
Входит в состав округа Интерлакен. Население составляет 1244 человека (на 31 декабря 2007 года). Официальный код — 0571.

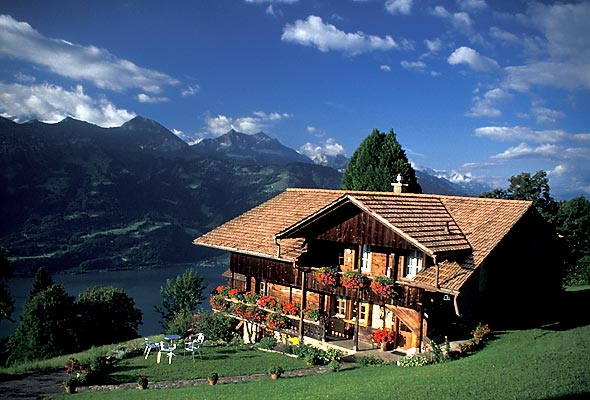
Беатенберг

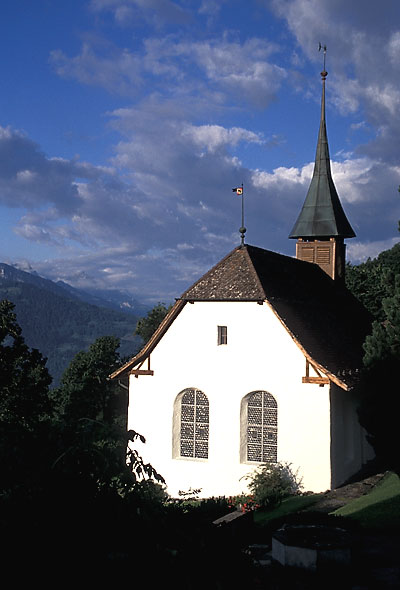
Церковь